# Liste der angolanischen Botschafter in Brüssel
Die Botschaft von Angola befindet sich in der Rue Franz Merjay 199 in Brüssel.
Der angolanische Botschafter in Brüssel ist regelmäßig auch bei den Regierungen in Den Haag und Luxemburg akkreditiert und leitet
die angolanische Mission bei der Europäischen Union.
| Ernannt / Akkreditiert | Leiter der Auslandsvertretung          | Bemerkungen | ernannt von                         | akkreditiert bei | Posten verlassen |
| ---------------------- | -------------------------------------- | ----------- | ----------------------------------- | ---------------- | ---------------- |
| 1977                   | Luís José de Almeida                   |             | Lopo do Nascimento                  | Baudouin I.      | 1979             |
| 1979                   | Fernando José de França Dias Van Dúnem |             | Agostinho Neto                      | Baudouin I.      | 1983             |
| 1983                   | Joaquim Augusto de Lemos               |             | José Eduardo dos Santos             | Baudouin I.      | 1985             |
| 1985                   | Noémia Gabriela de Almeida Tavira      |             | José Eduardo dos Santos             | Baudouin I.      | 1988             |
| 1988                   | Emílio José de Carvalho Guerra         |             | José Eduardo dos Santos             | Baudouin I.      | 1994             |
| 1994                   | José Guerreiro Alves Primo             |             | Marcolino Moco                      | Albert II.       | 1999             |
| 2001                   | Armando Mateus Cadete                  |             | José Eduardo dos Santos             | Albert II.       | 2003             |
| 2004                   | Toko Diakenga Serão                    |             | Fernando da Piedade Dias dos Santos | Albert II.       | 2009             |
| 2009                   | Maria Elizabeth Simbrão                |             | António Paulo Kassoma               | Albert II.       |                  |